# Dworzec Gdański
Dworzec Gdański (nome ufficiale: A17 Dworzec Gdański) è una stazione della linea M1 della metropolitana di Varsavia. È stata inaugurata nel 2003.